# Cirfontaines-en-Azois
Cirfontaines-en-Azois là một xã thuộc tỉnh Haute-Marne trong vùng Grand Est đông bắc nước Pháp. Xã này nằm ở khu vực có độ cao trung bình 235 mét trên mực nước biển.
Sông Aujon tạo thành một phần ranh giới phía đông Cirfontaines-en-Azois.